# Produits agroalimentaires traditionnels des Pouilles
Les Produits agroalimentaires traditionnels des Pouilles, reconnus par le ministère des Politiques agricoles, alimentaires et forestières (MIPAAF), sur la proposition du gouvernement de la région des Pouilles sont présentés dans la liste qui suit. La dernière mise à jour est du 7 juin 2012, date de la dernière révision des PAT (produits agroalimentaires traditionnels).

## Liste des produits
| N°  | Dénomination | Secteur                                                                                                |
| --- | --- | --- |
| 1   | Amaro del Gargano | Boissons sans alcool, spiritueux et liqueurs                                                           |
| 2   | amaro di san domenico, gran liquore di san domenico                                                                                 | Boissons sans alcool, spiritueux et liqueurs                                                           |
| 3   | Ambrosia di arance | Boissons sans alcool, spiritueux et liqueurs                                                           |
| 4   | Ambrosia di limone | Boissons sans alcool, spiritueux et liqueurs                                                           |
| 5   | Arancino | Boissons sans alcool, spiritueux et liqueurs                                                           |
| 6   | Latte di mandorla | Boissons sans alcool, spiritueux et liqueurs                                                           |
| 7   | Limoncello | Boissons sans alcool, spiritueux et liqueurs                                                           |
| 8   | Liquore di alloro | Boissons sans alcool, spiritueux et liqueurs                                                           |
| 9   | Liquore di fico d'india | Boissons sans alcool, spiritueux et liqueurs                                                           |
| 10  | Liquore di melograno | Boissons sans alcool, spiritueux et liqueurs                                                           |
| 11  | Liquore di mirto | Boissons sans alcool, spiritueux et liqueurs                                                           |
| 12  | Mirinello di Torremaggiore | Boissons sans alcool, spiritueux et liqueurs                                                           |
| 13  | Nocino | Boissons sans alcool, spiritueux et liqueurs                                                           |
| 14  | padre peppe elixir di noce | Boissons sans alcool, spiritueux et liqueurs                                                           |
| 15  | Capocollo di Martina Franca | Viandes (et abats) et leurs préparations                                                               |
| 16  | Carne al fornello di Locorotondo, carn o furnid du Curdun                                                                           | Viandes (et abats) et leurs préparations                                                               |
| 17  | carne arrosto di Laterza | Viandes (et abats) et leurs préparations                                                               |
| 18  | carne di capra, primaticcio, corvesco, mulattio                                                                                     | Viandes (et abats) et leurs préparations                                                               |
| 19  | carne podolica, bovino pugliese | Viandes (et abats) et leurs préparations                                                               |
| 20  | cervellata | Viandes (et abats) et leurs préparations                                                               |
| 21  | involtino bianco di trippa di Locorotondo, gnumerèdde suffuchète du Curdùnne                                                        | Viandes (et abats) et leurs préparations                                                               |
| 22  | fegatini di Laterza | Viandes (et abats) et leurs préparations                                                               |
| 23  | lardo di faeto, rèj de faite | Viandes (et abats) et leurs préparations                                                               |
| 24  | matriata, 'ntrama fina | Viandes (et abats) et leurs préparations                                                               |
| 25  | muschiska | Viandes (et abats) et leurs préparations                                                               |
| 26  | pancetta di martina franca, a ventrèsche arrutulète                                                                                 | Viandes (et abats) et leurs préparations                                                               |
| 27  | prosciutto di Faeto | Viandes (et abats) et leurs préparations                                                               |
| 28  | pzzntell | Viandes (et abats) et leurs préparations                                                               |
| 29  | salsiccia a punta di coltello dell'alta Murgia                                                                                      | Viandes (et abats) et leurs préparations                                                               |
| 30  | salsiccia alla salentina, sardizza, sarsizza, satizza                                                                               | Viandes (et abats) et leurs préparations                                                               |
| 31  | salsiccia dell'appennino dauno | Viandes (et abats) et leurs préparations                                                               |
| 32  | salsicciotti di Laterza | Viandes (et abats) et leurs préparations                                                               |
| 33  | sanguinaccio leccese, sangugnazzu                                                                                                   | Viandes (et abats) et leurs préparations                                                               |
| 34  | soppressata dell'appennino dauno | Viandes (et abats) et leurs préparations                                                               |
| 35  | soppressata di martina franca, a sebbursète                                                                                         | Viandes (et abats) et leurs préparations                                                               |
| 36  | tocchetto | Viandes (et abats) et leurs préparations                                                               |
| 37  | turcinelli, torcinelli | Viandes (et abats) et leurs préparations                                                               |
| 38  | zampina | Viandes (et abats) et leurs préparations                                                               |
| 39  | sugo alla zia Vittoria | Condiments                                                                                             |
| 40  | burrata | Fromages                                                                                               |
| 41  | cacio | Fromages                                                                                               |
| 42  | caciocavallo | Fromages                                                                                               |
| 43  | caciocavallo podolico dauno | Fromages                                                                                               |
| 44  | cacioricotta | Fromages                                                                                               |
| 45  | cacioricotta caprino orsarese, cas rcott                                                                                            | Fromages                                                                                               |
| 46  | caprino | Fromages                                                                                               |
| 47  | giuncata | Fromages                                                                                               |
| 48  | manteca | Fromages                                                                                               |
| 49  | mozzarella o fior di latte | Fromages                                                                                               |
| 50  | pallone di Gravina | Fromages                                                                                               |
| 51  | pecorino | Fromages                                                                                               |
| 52  | pecorino di Maglie | Fromages                                                                                               |
| 53  | pecorino foggiano | Fromages                                                                                               |
| 54  | scamorza | Fromages                                                                                               |
| 55  | scamorza di pecora | Fromages                                                                                               |
| 56  | vaccino | Fromages                                                                                               |
| 57  | albicocca di Galatone, arnacocchia di Galatone                                                                                      | Produits végétaux à l'état naturel ou transformés                                                      |
| 58  | arancio dolce del golfo di Taranto                                                                                                  | Produits végétaux à l'état naturel ou transformés                                                      |
| 59  | asparagi sott'olio | Produits végétaux à l'état naturel ou transformés                                                      |
| 60  | barattiere, cianciuffo, pagnottella, cocomerazzo                                                                                    | Produits végétaux à l'état naturel ou transformés                                                      |
| 61  | batata dell'agro leccese, patata dolce, patata zuccherina, patàna, taratùfulu                                                       | Produits végétaux à l'état naturel ou transformés                                                      |
| 62  | capperi del Gargano, mattinata | Produits végétaux à l'état naturel ou transformés                                                      |
| 63  | capperi in salamoia | Produits végétaux à l'état naturel ou transformés                                                      |
| 64  | capperi sott'aceto | Produits végétaux à l'état naturel ou transformés                                                      |
| 65  | caramelle di limone arancio | Produits végétaux à l'état naturel ou transformés                                                      |
| 66  | carciofini sott'olio | Produits végétaux à l'état naturel ou transformés                                                      |
| 67  | carciofo brindisino, catanese, violetto di sicilia, violetto di brindisi, locale di brindisi, brindisino                            | Produits végétaux à l'état naturel ou transformés                                                      |
| 68  | carciofo di San Ferdinando | Produits végétaux à l'état naturel ou transformés                                                      |
| 69  | carosello di Manduria, carusella | Produits végétaux à l'état naturel ou transformés                                                      |
| 70  | carota di Zapponeta | Produits végétaux à l'état naturel ou transformés                                                      |
| 71  | carota giallo-viola di Tiggiano, pastanaca ti santu pati                                                                            | Produits végétaux à l'état naturel ou transformés                                                      |
| 72  | caruselle sott'aceto, infiorescenze di finocchio selvatico sott'aceto, caruselle allu citu, finucchiu riestu                        | Produits végétaux à l'état naturel ou transformés                                                      |
| 73  | cicerchia, fasul a gheng, cicercola, cece nero, ingrassamanzo, dente di vecchia, pisello quadrato                                   | Produits végétaux à l'état naturel ou transformés                                                      |
| 74  | cicoria all'acqua, cicoria otrantina                                                                                                | Produits végétaux à l'état naturel ou transformés                                                      |
| 75  | cicoria riccia, cecora rizza | Produits végétaux à l'état naturel ou transformés                                                      |
| 76  | ciliegie di Puglia, cerase | Produits végétaux à l'état naturel ou transformés                                                      |
| 77  | cima di rapa | Produits végétaux à l'état naturel ou transformés                                                      |
| 78  | cipolla bianca di margherita, "cipodd di salen" (cipolle delle saline)                                                              | Produits végétaux à l'état naturel ou transformés                                                      |
| 79  | cipolla di Acquaviva delle Fonti | Produits végétaux à l'état naturel ou transformés                                                      |
| 80  | cipolla di Zapponeta | Produits végétaux à l'état naturel ou transformés                                                      |
| 81  | concentrato secco di pomodoro | Produits végétaux à l'état naturel ou transformés                                                      |
| 82  | conserva piccante di peperoni | Produits végétaux à l'état naturel ou transformés                                                      |
| 83  | cotognata | Produits végétaux à l'état naturel ou transformés                                                      |
| 84  | cotto di fico | Produits végétaux à l'état naturel ou transformés                                                      |
| 85  | fagiolo dei Monti Dauni meridionali, fasùl                                                                                          | Produits végétaux à l'état naturel ou transformés                                                      |
| 86  | farinella | Produits végétaux à l'état naturel ou transformés                                                      |
| 87  | fava di Zollino, cuccìa | Produits végétaux à l'état naturel ou transformés                                                      |
| 88  | fave fresche cotte in pignatta | Produits végétaux à l'état naturel ou transformés                                                      |
| 89  | fichi secchi | Produits végétaux à l'état naturel ou transformés                                                      |
| 90  | fico secco mandorlato (di san michele salentino)                                                                                    | Produits végétaux à l'état naturel ou transformés                                                      |
| 91  | finocchio marino sott'aceto, ripili, critimi, salippici, erba di mare                                                               | Produits végétaux à l'état naturel ou transformés                                                      |
| 92  | fiorone di torre canne, culumbr | Produits végétaux à l'état naturel ou transformés                                                      |
| 93  | funghi spontanei secchi al sole | Produits végétaux à l'état naturel ou transformés                                                      |
| 94  | funghi spontanei sott'olio | Produits végétaux à l'état naturel ou transformés                                                      |
| 95  | fungo cardoncello, cardoncello (carduncjd), fungo ferula (fong ferv)                                                                | Produits végétaux à l'état naturel ou transformés                                                      |
| 96  | lampascioni sott'olio | Produits végétaux à l'état naturel ou transformés                                                      |
| 97  | Lenticchia di Altamura, lenticchia gialla di Altamura, gigante di Altamura                                                          | Produits végétaux à l'état naturel ou transformés                                                      |
| 98  | mandorla di Toritto, aminue | Produits végétaux à l'état naturel ou transformés                                                      |
| 99  | marmellata di arancio e limone | Produits végétaux à l'état naturel ou transformés                                                      |
| 100 | marmellata di fichi | Produits végétaux à l'état naturel ou transformés                                                      |
| 101 | mela limoncella dei Monti Dauni meridionali, limoncella                                                                             | Produits végétaux à l'état naturel ou transformés                                                      |
| 102 | melanzane secche al sole | Produits végétaux à l'état naturel ou transformés                                                      |
| 103 | melanzane sott'olio | Produits végétaux à l'état naturel ou transformés                                                      |
| 104 | meloncella, spiuleddhra, minunceddhra, cucumbarazzu, cummarazzu                                                                     | Produits végétaux à l'état naturel ou transformés                                                      |
| 105 | mostarda | Produits végétaux à l'état naturel ou transformés                                                      |
| 106 | mostarda di uva e mele cotogne | Produits végétaux à l'état naturel ou transformés                                                      |
| 107 | mùgnuli, spuriàtu, spuntature, càulu, pòeru                                                                                         | Produits végétaux à l'état naturel ou transformés                                                      |
| 108 | olio extra vergine aromatizzato | Produits végétaux à l'état naturel ou transformés                                                      |
| 109 | oliva da mensa, mele di bitetto, ualie dolc                                                                                         | Produits végétaux à l'état naturel ou transformés                                                      |
| 110 | olive cazzate o schiacciate | Produits végétaux à l'état naturel ou transformés                                                      |
| 111 | olive celline di nardò in concia tradizionale - olive in concia, ciline alla capàsa - volie alla capàsa                             | Produits végétaux à l'état naturel ou transformés                                                      |
| 112 | olive in salamoia | Produits végétaux à l'état naturel ou transformés                                                      |
| 113 | olive verdi | Produits végétaux à l'état naturel ou transformés                                                      |
| 114 | patata di Zapponeta | Produits végétaux à l'état naturel ou transformés                                                      |
| 115 | patata novella sieglinde di Galatina, siglinda te galatina                                                                          | Produits végétaux à l'état naturel ou transformés                                                      |
| 116 | peperoni secchi al sole | Produits végétaux à l'état naturel ou transformés                                                      |
| 117 | peperoni sott'olio | Produits végétaux à l'état naturel ou transformés                                                      |
| 118 | peranzana da mensa di torremaggiore, provenzale                                                                                     | Produits végétaux à l'état naturel ou transformés                                                      |
| 119 | piattello | Produits végétaux à l'état naturel ou transformés                                                      |
| 120 | pisello nano di Zollino | Produits végétaux à l'état naturel ou transformés                                                      |
| 121 | pisello riccio di Sannicola | Produits végétaux à l'état naturel ou transformés                                                      |
| 122 | pisello secco di vitigliano, "piseddhru quarantinu o piseddhru cucìulu"                                                             | Produits végétaux à l'état naturel ou transformés                                                      |
| 123 | pomodori secchi al sole | Produits végétaux à l'état naturel ou transformés                                                      |
| 124 | pomodori verdi e pomodori maturi secchi sott'olio                                                                                   | Produits végétaux à l'état naturel ou transformés                                                      |
| 125 | pomodorino di Manduria, pomodorino mandurese, pummitoru paisano                                                                     | Produits végétaux à l'état naturel ou transformés                                                      |
| 126 | pomodoro da serbo giallo, pummitoro te 'mpisa giallu, pummitoru te prendula giallu                                                  | Produits végétaux à l'état naturel ou transformés                                                      |
| 127 | pomodoro di morciano, pummadoru de murcianu                                                                                         | Produits végétaux à l'état naturel ou transformés                                                      |
| 128 | salicornia sott'olio | Produits végétaux à l'état naturel ou transformés                                                      |
| 129 | salsa di pomodoro | Produits végétaux à l'état naturel ou transformés                                                      |
| 130 | uva baresana, doraca, uva drech, imperatore, lattuaria, lattuario, roscio, sacra, sagrone, turca, turchiesca, uva di cera, uva rosa | Produits végétaux à l'état naturel ou transformés                                                      |
| 131 | uva da tavola | Produits végétaux à l'état naturel ou transformés                                                      |
| 132 | vicia faba major ecotipo "fava di carpino"                                                                                          | Produits végétaux à l'état naturel ou transformés                                                      |
| 133 | vincotto | Produits végétaux à l'état naturel ou transformés                                                      |
| 134 | zucchine secche al sole | Produits végétaux à l'état naturel ou transformés                                                      |
| 135 | zucchine sott'olio | Produits végétaux à l'état naturel ou transformés                                                      |
| 136 | africani | Pâtes fraîches et produits de boulangerie, biscuiterie, pâtisserie et confiserie                       |
| 137 | biscotto di Ceglie Messapica | Pâtes fraîches et produits de boulangerie, biscuiterie, pâtisserie et confiserie                       |
| 138 | bocca di dama | Pâtes fraîches et produits de boulangerie, biscuiterie, pâtisserie et confiserie                       |
| 139 | buccunottu gallipolino | Pâtes fraîches et produits de boulangerie, biscuiterie, pâtisserie et confiserie                       |
| 140 | calzoncelli | Pâtes fraîches et produits de boulangerie, biscuiterie, pâtisserie et confiserie                       |
| 141 | calzone di Ischitella | Pâtes fraîches et produits de boulangerie, biscuiterie, pâtisserie et confiserie                       |
| 142 | cartellate | Pâtes fraîches et produits de boulangerie, biscuiterie, pâtisserie et confiserie                       |
| 143 | cazzateddhra di nardò, cazzateddhra cu lu pepe                                                                                      | Pâtes fraîches et produits de boulangerie, biscuiterie, pâtisserie et confiserie                       |
| 144 | cazzateddhra di surbo | Pâtes fraîches et produits de boulangerie, biscuiterie, pâtisserie et confiserie                       |
| 145 | cavatelli | Pâtes fraîches et produits de boulangerie, biscuiterie, pâtisserie et confiserie                       |
| 146 | cuddhura, cuddhura cu l'oe, palomba, palummeddhra, panareddhra, puddhica cu l'oe                                                    | Pâtes fraîches et produits de boulangerie, biscuiterie, pâtisserie et confiserie                       |
| 147 | cupeta, cupeta tosta | Pâtes fraîches et produits de boulangerie, biscuiterie, pâtisserie et confiserie                       |
| 148 | dita d'apostoli, oi a nuvola, oi a nnèula, oi a nèmula, oi ncannulati                                                               | Pâtes fraîches et produits de boulangerie, biscuiterie, pâtisserie et confiserie                       |
| 149 | dolcetto della sposa, dolcetto bianco                                                                                               | Pâtes fraîches et produits de boulangerie, biscuiterie, pâtisserie et confiserie                       |
| 150 | dolci di pasta di mandorle (pasta reale)                                                                                            | Pâtes fraîches et produits de boulangerie, biscuiterie, pâtisserie et confiserie                       |
| 151 | farrata di manfredonia, a farréte                                                                                                   | Pâtes fraîches et produits de boulangerie, biscuiterie, pâtisserie et confiserie                       |
| 152 | focaccia a libro di Sammichele di Bari, fecazze a livre                                                                             | Pâtes fraîches et produits de boulangerie, biscuiterie, pâtisserie et confiserie                       |
| 153 | friselle di orzo e di grano | Pâtes fraîches et produits de boulangerie, biscuiterie, pâtisserie et confiserie                       |
| 154 | fruttone, barchiglia | Pâtes fraîches et produits de boulangerie, biscuiterie, pâtisserie et confiserie                       |
| 155 | fusilli | Pâtes fraîches et produits de boulangerie, biscuiterie, pâtisserie et confiserie                       |
| 156 | grano dei morti | Pâtes fraîches et produits de boulangerie, biscuiterie, pâtisserie et confiserie                       |
| 157 | intorchiate | Pâtes fraîches et produits de boulangerie, biscuiterie, pâtisserie et confiserie                       |
| 158 | lagane | Pâtes fraîches et produits de boulangerie, biscuiterie, pâtisserie et confiserie                       |
| 159 | lasagne arrotolate | Pâtes fraîches et produits de boulangerie, biscuiterie, pâtisserie et confiserie                       |
| 160 | marzapane, biscotto tipico, pasta secca                                                                                             | Pâtes fraîches et produits de boulangerie, biscuiterie, pâtisserie et confiserie                       |
| 161 | maccaruni | Pâtes fraîches et produits de boulangerie, biscuiterie, pâtisserie et confiserie                       |
| 162 | mafalda | Pâtes fraîches et produits de boulangerie, biscuiterie, pâtisserie et confiserie                       |
| 163 | mandorla riccia di Francavilla Fontana, cunfietti rizzi, mennuli rizze                                                              | Pâtes fraîches et produits de boulangerie, biscuiterie, pâtisserie et confiserie                       |
| 164 | mandorlaccio | Pâtes fraîches et produits de boulangerie, biscuiterie, pâtisserie et confiserie                       |
| 165 | mandorle atterrate | Pâtes fraîches et produits de boulangerie, biscuiterie, pâtisserie et confiserie                       |
| 166 | mostaccioli | Pâtes fraîches et produits de boulangerie, biscuiterie, pâtisserie et confiserie                       |
| 167 | mpilla | Pâtes fraîches et produits de boulangerie, biscuiterie, pâtisserie et confiserie                       |
| 168 | mustazzueli 'nnasprati, mustazzòli 'nnasparati, mustazzùeli 'nnasprati, scagliòzzi, castagnole                                      | Pâtes fraîches et produits de boulangerie, biscuiterie, pâtisserie et confiserie                       |
| 169 | orecchiette | Pâtes fraîches et produits de boulangerie, biscuiterie, pâtisserie et confiserie                       |
| 170 | ostie ripiene | Pâtes fraîches et produits de boulangerie, biscuiterie, pâtisserie et confiserie                       |
| 171 | pane di Ascoli Satriano | Pâtes fraîches et produits de boulangerie, biscuiterie, pâtisserie et confiserie                       |
| 172 | pane di grano duro | Pâtes fraîches et produits de boulangerie, biscuiterie, pâtisserie et confiserie                       |
| 173 | pane di Laterza | Pâtes fraîches et produits de boulangerie, biscuiterie, pâtisserie et confiserie                       |
| 174 | pane di Monte Sant'Angelo, pane di monte sant'angelo "li panett"                                                                    | Pâtes fraîches et produits de boulangerie, biscuiterie, pâtisserie et confiserie                       |
| 175 | pesce e agnello di pasta di mandorla                                                                                                | Pâtes fraîches et produits de boulangerie, biscuiterie, pâtisserie et confiserie                       |
| 176 | paposcia (pizza a vamp) di vico del gargano, pizza schett, pizza a vamp, paposcia                                                   | Pâtes fraîches et produits de boulangerie, biscuiterie, pâtisserie et confiserie                       |
| 177 | passulate di nardò, pucce con li pàssule, passuliate                                                                                | Pâtes fraîches et produits de boulangerie, biscuiterie, pâtisserie et confiserie                       |
| 178 | pasta di grano bruciato | Pâtes fraîches et produits de boulangerie, biscuiterie, pâtisserie et confiserie                       |
| 179 | pasticciotto | Pâtes fraîches et produits de boulangerie, biscuiterie, pâtisserie et confiserie                       |
| 180 | piscialetta, piscialletta | Pâtes fraîches et produits de boulangerie, biscuiterie, pâtisserie et confiserie                       |
| 181 | pistofatru | Pâtes fraîches et produits de boulangerie, biscuiterie, pâtisserie et confiserie                       |
| 182 | pitilla, pirilla, simeddhra, brocula, frizzulu                                                                                      | Pâtes fraîches et produits de boulangerie, biscuiterie, pâtisserie et confiserie                       |
| 183 | pitteddhre | Pâtes fraîches et produits de boulangerie, biscuiterie, pâtisserie et confiserie                       |
| 184 | pettole | Pâtes fraîches et produits de boulangerie, biscuiterie, pâtisserie et confiserie                       |
| 185 | pizza di grano d'India | Pâtes fraîches et produits de boulangerie, biscuiterie, pâtisserie et confiserie                       |
| 186 | pizza sette sfoglie di cerignola | Pâtes fraîches et produits de boulangerie, biscuiterie, pâtisserie et confiserie                       |
| 187 | pizza sfoglia e scannatedda | Pâtes fraîches et produits de boulangerie, biscuiterie, pâtisserie et confiserie                       |
| 188 | pizzelle | Pâtes fraîches et produits de boulangerie, biscuiterie, pâtisserie et confiserie                       |
| 189 | pucce, uliate, pane di semola, pane di orzo                                                                                         | Pâtes fraîches et produits de boulangerie, biscuiterie, pâtisserie et confiserie                       |
| 190 | purceddhruzzi, purciddhuzzi, purceddhi                                                                                              | Pâtes fraîches et produits de boulangerie, biscuiterie, pâtisserie et confiserie                       |
| 191 | ravioli con ricotta | Pâtes fraîches et produits de boulangerie, biscuiterie, pâtisserie et confiserie                       |
| 192 | rustico leccese | Pâtes fraîches et produits de boulangerie, biscuiterie, pâtisserie et confiserie                       |
| 193 | Sasanello gravinese | Pâtes fraîches et produits de boulangerie, biscuiterie, pâtisserie et confiserie                       |
| 194 | Scaldatelli | Pâtes fraîches et produits de boulangerie, biscuiterie, pâtisserie et confiserie                       |
| 195 | scarcelle | Pâtes fraîches et produits de boulangerie, biscuiterie, pâtisserie et confiserie                       |
| 196 | scèblasti, ascèplasti | Pâtes fraîches et produits de boulangerie, biscuiterie, pâtisserie et confiserie                       |
| 197 | Semola battuta | Pâtes fraîches et produits de boulangerie, biscuiterie, pâtisserie et confiserie                       |
| 198 | Spumone salentino | Pâtes fraîches et produits de boulangerie, biscuiterie, pâtisserie et confiserie                       |
| 199 | Susumelli, susumierre | Pâtes fraîches et produits de boulangerie, biscuiterie, pâtisserie et confiserie                       |
| 200 | taralli | Pâtes fraîches et produits de boulangerie, biscuiterie, pâtisserie et confiserie                       |
| 201 | Taralli neri con vincotto | Pâtes fraîches et produits de boulangerie, biscuiterie, pâtisserie et confiserie                       |
| 202 | Tenerelli (confetti "tenerelli"), chembitte                                                                                         | Pâtes fraîches et produits de boulangerie, biscuiterie, pâtisserie et confiserie                       |
| 203 | troccoli | Pâtes fraîches et produits de boulangerie, biscuiterie, pâtisserie et confiserie                       |
| 204 | zèppula salentina, zèppula, zeppola                                                                                                 | Pâtes fraîches et produits de boulangerie, biscuiterie, pâtisserie et confiserie                       |
| 205 | agnello al forno con patate alla leccese, auniceddhru allu furnu                                                                    | Produits de la gastronomie                                                                             |
| 206 | Cìciri e trya, lasagne e ceci alla salentina, lajana e cìcici, làcana e cìceri, massa, massa e cìciri                               | Produits de la gastronomie                                                                             |
| 207 | Fave bianche e cicorie, fae e fogghie, fae janche e cicore, fae nette e foje, favi e fogghi, 'ncapriata                             | Produits de la gastronomie                                                                             |
| 208 | Galletto di Sant'Oronzo, iaddhruzzu te santu ronzu                                                                                  | Produits de la gastronomie                                                                             |
| 209 | grano stumpato, ranu stumpatu | Produits de la gastronomie                                                                             |
| 210 | melanzanata di Sant'Oronzo, meranganata de Santu Ronzu, Parmigiana de Santu Ronzu                                                   | Produits de la gastronomie                                                                             |
| 211 | Millaffanti in brodo, mille fanti, triddhi                                                                                          | Produits de la gastronomie                                                                             |
| 212 | Paparine 'nfucate, paparine ffucate, paparine cruffulate, paparine fritte                                                           | Produits de la gastronomie                                                                             |
| 213 | Piselli a cecamariti, pisieddhri cu li muersi, muersi e pisieddhi                                                                   | Produits de la gastronomie                                                                             |
| 214 | Spezzatu, spezzatieddhu, spizzatiellu, spazzatu                                                                                     | Produits de la gastronomie                                                                             |
| 215 | alici marinate | Préparations de poissons, mollusques et crustacés et techniques particulières d'élevage de ces espèces |
| 216 | Cozze piccinne allu riènu, cuzzeddhre allu riènu                                                                                    | Préparations de poissons, mollusques et crustacés et techniques particulières d'élevage de ces espèces |
| 217 | Cozza tarantina, cozza gnure | Préparations de poissons, mollusques et crustacés et techniques particulières d'élevage de ces espèces |
| 218 | monacelle, munaceddhre'mpannate, munaceddhri'mpannati, monaceddhi 'mpannati, uddratieddhri, cozze munaceddhre alla ginuvese         | Préparations de poissons, mollusques et crustacés et techniques particulières d'élevage de ces espèces |
| 218 | polpo alla pignatta, purpu a pignatta                                                                                               | Préparations de poissons, mollusques et crustacés et techniques particulières d'élevage de ces espèces |
| 219 | Quatàra di Porto Cesareo, quataru ti lu pescatore, quatàra alla cisàrola                                                            | Préparations de poissons, mollusques et crustacés et techniques particulières d'élevage de ces espèces |
| 220 | scapece gallipolina | Préparations de poissons, mollusques et crustacés et techniques particulières d'élevage de ces espèces |
| 221 | scapece di Lesina | Préparations de poissons, mollusques et crustacés et techniques particulières d'élevage de ces espèces |
| 222 | zuppa di pesce alla gallipotana, suppa alla caddhripulina                                                                           | Préparations de poissons, mollusques et crustacés et techniques particulières d'élevage de ces espèces |
| 223 | ricotta | Produits d'origine animale (miel, produits laitiers, à l'exclusion du beurre)                          |
| 224 | ricotta forte | Produits d'origine animale (miel, produits laitiers, à l'exclusion du beurre)                          |
| 225 | ricotta marzotica leccese | Produits d'origine animale (miel, produits laitiers, à l'exclusion du beurre)                          |
| 226 | ricotta salata o marzotica | Produits d'origine animale (miel, produits laitiers, à l'exclusion du beurre)                          |